# Deutsche Leichtathletik-Meisterschaften 1928
Genauso wie in den drei vorangehenden Jahren wurden die Deutschen Leichtathletik-Meisterschaften – es waren die 30. – in zwei nach Geschlechtern getrennten Wettbewerben ausgetragen. Neu war diesmal, dass beide Veranstaltungen zeitlich parallel stattfanden, auch wenn die Meisterschaft der Frauen nur zwei Tage währte, die der Männer hingegen drei. Die Männer ermittelten ihre Meister vom 14. bis 16. Juli 1928 im Rheinstadion in Düsseldorf, die Frauen am 14. und 15. Juli in Berlin.

## Besondere Bedeutung dieser Meisterschaften
Das Jahr 1928 war für den deutschen Sport ein besonderes. Zum ersten Mal nach dem Ersten Weltkrieg waren deutsche Sportlerinnen und Sportlern wieder zugelassen für die Teilnahme an internationalen Wettbewerben. Von den Olympischen Spielen 1920 und 1924 sowie den Winterspielen 1924 war Deutschland ausgeschlossen gewesen. Diese Deutschen Meisterschaften standen demnach für viele Leichtathletinnen und Leichtathleten sehr im Zeichen der Qualifikation für die Spiele in Amsterdam. Das Niveau war entsprechend gut und in Amsterdam gelang der erste deutsche Olympiasieg in der Leichtathletik überhaupt: Lina Radke gewann den 800-Meter-Lauf.

## Wettbewerbsprogramm
Im Wettkampfprogramm gab es nur wenige Änderungen:
- Die überlange Bahnlaufstrecke von 25.000 Metern wurde nach drei Jahren wieder gestrichen, seitdem bleiben bis heute die 10.000 Meter die längste Bahndistanz.
- Bei den Frauen wurde der Dreikampf vom Fünfkampf abgelöst. Der neue Mehrkampf bestand aus folgenden Disziplinen: Tag 1 – Kugelstoßen, Hochsprung, 200-Meter-Lauf / Tag 2 – 80-Meter-Hürdenlauf, Weitsprung. Über lange Jahre wurde nach einer älteren deutschen Punktetabelle gewertet.

## Ausgelagerte Disziplinen
Zwei Wettbewerbe mit jeweils Einzel- und Mannschaftswertung wurden ausgelagert:
- Waldlauf – Weimar, 22. April
- 50-km-Gehen (Männer) – Nürnberg, 7. Oktober – einziger Gehwettbewerb im Meisterschaftsprogramm

## Rekorde
Es gab zwei neue deutsche Rekorde (DR):
- Stabhochsprung: 3,82 m – Julius Müller (TV Cannstatt)[1]
- Speerwurf beidarmig: 103,85 m – Erich Stoschek (TV Vorwärts Breslau)

## Ergebnisübersichten
Die folgenden beiden Übersichten fassen die Medaillengewinner und -gewinnerinnen aller Wettbewerbe von 1928 zusammen.

### Medaillengewinner Männer
| Disziplin                                      | Gold                                                                                | Leistung             | Silber                                                               | Leistung             | Bronze                                                                 | Leistung                                     |
| ---------------------------------------------- | ----------------------------------------------------------------------------------- | -------------------- | -------------------------------------------------------------------- | -------------------- | ---------------------------------------------------------------------- | -------------------------------------------- |
| 100 m                                          | Richard Corts (DSC Berlin)                                                          | 10,4 s00             | Hubert Houben (TuS Bochum 08)                                        | 10,5 s00             | Georg Lammers (SG Orpo Oldenburg)                                      | 10,5 s00                                     |
| 200 m                                          | Helmut Körnig (SCC Berlin)                                                          | 21,6 s00             | Jakob Schüller (Preussen Krefeld)                                    | 21,6 s00             | Hubert Houben (TuS Bochum 08)                                          | 21,7 s00                                     |
| 400 m                                          | Joachim Büchner (SC Viktoria Magdeburg)                                             | 48,4 s00             | Harry Werner Storz (VfL Halle 1896)                                  | 48,7 s00             | Reinhold Schmidt (SC Teutonia 99 Berlin)                               | 49,6 s00                                     |
| 800 m                                          | Hermann Engelhard (SC Teutonia 99 Berlin)                                           | 1:52,4 min           | Wilhelm Tarnogrocki (ASV Dresden)                                    | 1:54,4 min           | Fredy Müller (TSV Zehlendorf 88 Berlin)                                | 1:54,4 min                                   |
| 1500 m                                         | Hans Wichmann (Karlshorster TV Berlin)                                              | 3:58,4 min           | Erich Sujatta (SCC Berlin)                                           | 4:03,6 min           | Wladislaus von Kositzkowski (Preußen Danzig)                           | 4:04,6 min                                   |
| 5000 m                                         | Willi Boltze (Hamburger SV)                                                         | 15:09,0 min          | Otto Kohn (SC Teutonia 99 Berlin)                                    | 15:09,8 min          | Erwin Klinzing (SpVgg. DG Berlin)                                      | 15:21,2 min                                  |
| 10.000 m                                       | Otto Kohn (SC Teutonia 99 Berlin)                                                   | 32:36,4 min          | Hermann Helber (VfB Stuttgart)                                       | 34:07,5 min          | nur 2 Läufer im Ziel, alle übrigen gaben auf                           | nur 2 Läufer im Ziel, alle übrigen gaben auf |
| Marathon                                       | Franz Wanderer (VfL Potsdamer Sportfreunde)                                         | 2:48:57 h0000        | Hans Stelges (TuS Bochum 08)                                         | 2:53:19 h0000        | Kurt Schneider (TSG Germania Hirschberg)                               | 2:54:10 h0000                                |
| 110 m Hürden                                   | Hans Steinhardt (Karlsruher FC Phönix)                                              | 15,0 s00             | Willi Welscher (Eintracht Frankfurt)                                 | 15,1 s00             | Heinrich Troßbach (Berliner SC)                                        | 15,3 s00                                     |
| 400 m Hürden                                   | Otto Neumann (SC Teutonia 99 Berlin)                                                | 55,0 s00             | Karl Jänisch (Kölner BC 01)                                          | 55,2 s00             | Gerhard Schlie (Turngemeinde in Berlin)                                | 55,9 s00                                     |
| 4 × 100 m Staffel                              | Eintracht FrankfurtErnst Geerling Eugen Eldracher Arthur Metzger Hans Salz          | 41,9 s00             | SCC BerlinHeinrich Hubrig Otto Faist Heinz Alex Nathan Helmut Körnig | 42,0 s00             | Berliner SCPeter-Paul Wiese Bruno Malitz Georg Leppke Hermann Schlöske | 42,1 s00                                     |
| 4 × 400 m Staffel                              | SC Teutonia 99 BerlinOtto Neumann Herbert Böcher Reinhold Schmidt Hermann Engelhard | 3:18,1 min           | DSC BerlinErich Hübner Bayer Erich Klähn Rudolf Merkel               | 3:21,5 min           | Kölner SC 1899Carl Gerz Masthoff Bluhm Giesecke                        | 3:25,9 min                                   |
| 4 × 1500 m Staffel                             | SC Teutonia 99 BerlinHerbert Böcher Georg Bukh Goedel Helmuth Krause                | 16:42,0 min          | SC Preußen StettinHellpapp Feldmüller Friedrich Sawahn Otto Peltzer  | 16:58,0 min          | Hamburger SVWilli Boltze Möller Paul Narjes Westphal                   |                                              |
| 50-km-Gehen                                    | Karl Hähnel (Schwarz-Weiß Erfurt)                                                   | 5:01:21 h0000        | Franz Reichel (SC Bajuwaren München)                                 | 5:05:06 h0000        | Wilhelm Bressler (Flensburg)                                           | 5:12:27 h0000                                |
| 50-km-Gehen, Mannschaftswertung                | SCC BerlinCarl Brockmann Jentzsch William Schnitt                                   | 8 P (Plätze 4/7/8)   | TSV Mühlhof-ReichelsdorfLuber Heissinger Beck                        | 16 P (Plätze 5/10/?) | AEG-SpVgg. BerlinGraumann Peters v. Honegg                             | 21 P                                         |
| Hochsprung                                     | Wolf Boneder (SSV Jahn Regensburg)                                                  | 1,905 m000           | Fritz Huhn (VfB Jena)                                                | 1,885 m              | Helmut Rosenthal (VfK Königsberg)                                      | 1,885 m                                      |
| Stabhochsprung                                 | Julius Müller (TV Cannstatt)                                                        | 3,82 m DR            | Gustav Wegner (VfL Halle 1896)                                       | 3,62 m0              | Walter Beusch (MTV Braunschweig)                                       | 3,62 m0                                      |
| Weitsprung                                     | Erich Köchermann (SC Victoria Hamburg)                                              | 7,455 m000           | Willi Meier (SCC Berlin)                                             | 7,28 m0              | Erwin Scheck (Stuttgarter Kickers)                                     | 7,01 m0                                      |
| Kugelstoßen                                    | Emil Hirschfeld (SV Hindenburg Allenstein)                                          | 15,46 m0000          | Wilhelm Uebler (TV Fürth 1860)                                       | 14,66 m0             | Heinrich Kulzer (DSC München)                                          | 14,18 m0                                     |
| Kugelstoßen beidarmig                          | Emil Hirschfeld (SV Hindenburg Allenstein)                                          | 26,85 m0000          | Wilhelm Uebler (TV Fürth 1860)                                       | 25,94 m0             | Ioannis Seraidaris (Dresdner SC)                                       | 24,72 m0                                     |
| Diskuswurf                                     | Ernst Paulus (VfL Wetzlar)                                                          | 47,35 m0000          | Hans Hoffmeister (SC Münster 08)                                     | 46,22 m0             | Hermann Hänchen (Polizei SV Berlin)                                    | 44,49 m0                                     |
| Diskuswurf beidarmig                           | Alfred Lingnau (TuS Eintracht Dortmund)                                             | 79,32 m0000          | Hermann Hänchen (Polizei SV Berlin)                                  | 79,16 m0             | Ioannis Seraidaris (Dresdner SC)                                       | 77,97 m0                                     |
| Hammerwurf                                     | Fritz Wenninger (Stuttgarter Kickers)                                               | 43,07 m0000          | Josef Mang (SSV Jahn Regensburg)                                     | 42,74 m0             | Fritz Kniese (Berliner SC)                                             | 37,04 m0                                     |
| Speerwurf                                      | Bruno Schlokat (SC Preußen Insterburg)                                              | 62,34 m0000          | Erich Stoschek (TV Vorwärts Breslau)                                 | 62,23 m0             | Heinrich Macke (TV Bockenem)                                           | 61,50 m0                                     |
| Speerwurf beidarmig                            | Erich Stoschek (TV Vorwärts Breslau)                                                | 103,85 m DR          | Oskar Günther (Stuttgarter Kickers)                                  | 100,25 m0            | Herbert Molles (VfK Königsberg)                                        | 96,39 m0                                     |
| Zehnkampf, offiz. Wert. 2. Zeile: 1985er Wert. | Hugo Barth (TV Nürtingen)                                                           | 534 P (6213 P)       | Hermann Lemperle (SC Marienburg Köln)                                | 530 P (6146 P)       | Erwin Huber (Stuttgarter Kickers)                                      | 516 P (6036 P)                               |
| Waldlauf – ca. 10.000 m                        | Wilhelm Husen (Polizei SV Hamburg)                                                  | 33:35,4 min          | Hermann Helber (VfB Stuttgart)                                       | 33:59,2 min          | Heinrich Brauch (SCC Berlin)                                           | 34:20,9 min                                  |
| Waldlauf, Mannschaftswertung                   | Polizei SV HamburgWilhelm Husen Willi Dreckmann Mack                                | 13 P (Plätze 1/5/12) | VfB StuttgartHermann Helber Eugen Bertsch Fritz Helber               | 28 P (Plätze 2/8/?)  | Sportfreunde SiegenPaul Gerhardt Reichmann                             | 33 P (Plätze 16/17/18)                       |

### Medaillengewinnerinnen Frauen
| Disziplin                                      | Gold                                                                | Leistung       | Silber                                                                               | Leistung       | Bronze                                                                    | Leistung       |
| ---------------------------------------------- | ------------------------------------------------------------------- | -------------- | ------------------------------------------------------------------------------------ | -------------- | ------------------------------------------------------------------------- | -------------- |
| 100 m                                          | Erna Steinberg (SC Brandenburg Berlin)                              | 12,6 s00       | Anni Holdmann (Hamburger Turnerbund 1862)                                            | 12,7 s00       | Leni Junker (Turngemeinde Kassel)                                         | 12,8 s00       |
| 800 m                                          | Lina Radke geb. Batschauer (VfB Breslau)                            | 2:25,5 min     | Marie Dollinger (TV Langenzenn)                                                      | 2:28,3 min     | Elisabeth Oestreich (1. SV Jena)                                          | 2:29,0 min     |
| 4 × 100 m Staffel                              | TSV 1860 MünchenRosa Kellner Luise Holzer Agathe Karrer Lisa Gelius | 49,7 s00       | SC Viktoria MagdeburgAnneliese Jacke Lieselotte Hellmann Ilse Drieling Rose Drieling | 49,8 s00       | VfB BreslauGretel Rother Leupold Maria Korneck Lina Radke geb. Batschauer |                |
| Hochsprung                                     | Helma Notte (TV Grafenberg Düsseldorf)                              | 1,52 m         | Elisabeth Bonetsmüller (TSV München 1860)                                            | 1,50 m0        | Inge Braumüller (DFSC Berlin)                                             | 1,47 m0        |
| Weitsprung                                     | Eva von Bredow (SC Brandenburg Berlin)                              | 5,33 m         | Maria Amthor (1. FC Schweinfurt)                                                     | 5,28 m0        | Gertrud Mäckelmann (SCC Berlin) / Lieselotte Siebert (SC Preußen Stettin) | 5,12 m0        |
| Kugelstoßen                                    | Grete Heublein (Polizei SV Barmen)                                  | 11,96 m        | Ruth Lange (SCC Berlin)                                                              | 11,54 m0       | Charlotte Lehmann geb. Gericke (TV Jahn Biesdorf)                         | 10,88 m0       |
| Diskuswurf                                     | Milly Reuter (SC Frankfurt 1880)                                    | 36,75 m        | Paula Mollenhauer (SC Victoria Hamburg)                                              | 36,49 m0       | Grete Heublein (Polizei SV Barmen)                                        | 35,74 m0       |
| Speerwurf                                      | Ruth Lautemann (SCC Berlin)                                         | 37,32 m        | Tilly Fleischer (Eintracht Frankfurt)                                                | 36,075 m       | Auguste Hargus (LBV Phönix Lübeck)                                        | 35,815 m       |
| Schlagballwurf                                 | Annchen Groth (SC Preußen Itzehoe)                                  | 67,95 m        | Ilse Laumann geb. Buhl (Preußen Nordhausen)                                          | 67,08 m0       | Hilde Willrath (TSG Südende Berlin)                                       | 62,27 m0       |
| Fünfkampf, offiz. Wert. 2. Zeile: 1980er Wert. | Selma Grieme (ATSV Bremen)                                          | 262 P (2694 P) | Anneliese Jacke (SC Viktoria Magdeburg)                                              | 260 P (2615 P) | Tilly Fleischer (Eintracht Frankfurt)                                     | 257 P (2556 P) |

## Fotos
- Foto der Deutschen Meisterin und Weltrekordlerin Kugelstoßen 1928 Ruth Lange auf akg-images.de, abgerufen am 28. März 2021
- Foto der Deutschen Meisterin und Weltrekordlerin Kugelstoßen 1928 Ruth Lange auf akg-images.de, abgerufen am 28. März 2021
- Foto der Deutschen Meisterin Speerwurf 1928 Ruth Lautemann auf akg-images.de, abgerufen am 28. März 2021